# Bódog Tamás
Bódog Tamás (Dunaújváros, 1970. szeptember 27. –) magyar válogatott labdarúgó, edző.

## Pályafutása

### Klubcsapatban
Pályafutását a Pécsi Munkás SC-ben kezdte 1989-ben. Ebben az évben Magyarországon az év ifjúsági labdarúgója lett. Az 1990-91-es szezonban dobogóra állhatott a bajnokságban, majd a PMSC-vel a Magyar Kupát is sikerült megnyernie. Összesen 107 meccsen játszott, és két gólt szerzett nevelőegyesületében.
1994-ben a német SSV Ulm 1846 együtteséhez igazolt. Hat évet töltött itt, ezalatt az idő alatt sikerült a Bundesliga II-be, majd később a Bundesliga I-be is felkerülnie. 142 mérkőzésen 18 gólt szerzett.
2000-ben a szintén német SpVgg Au/Iller csapatát erősítette. Öt találkozón kapott lehetőséget, gólt nem szerzett.
2000-től az 1. FSV Mainz 05 játékosa volt. Ezzel a csapatával is sikerült Bódognak a Bundesliga I-be felkerülnie, ahol súlyos sérülések hátráltatták. Itt nem sikerült átlépni a százas álomhatárt a játszott meccsek tekintetében, hiszen "csak" 92 meccsen játszott, egészen 2006-ig. 2006-tól a Mainz második számú csapatában játszott, ahol már inkább szakmai tanácsokat adott edzőjének, amolyan játékos-edző volt. Három év alatt egy meccset játszott.

### A válogatottban
A válogatottban 2000. február 23-án mutatkozott be Ausztrália ellen. A barátságos mérkőzésen, az akkori szövetségi kapitány, Bicskei Bertalan végig a pályán hagyta. A mérkőzést 3–0-ra az ausztrálok nyerték.
A következő válogatott meccséig több mint két évet kellett várnia. A válogatott kapitánya, ekkor már Gellei Imre volt. 2002. május 8-án játszott újra a nemzeti színekben, a Horvátország elleni meccsen. A mérkőzés 9. percében próbálta szerelni a mellette megiramodó Robert Jarnit, de a becsúszás közben leragadt a jobb bokája, ami kifordult. Bódogot le kellett cserélni, és azonnal kórházba szállították.
Ezután a meccs után megint sokáig nem kapott meghívót. A következő meccse 2003. április 30-án volt Luxemburg válogatottja ellen. A mérkőzésen a 49. percben cserélték be, Dragóner Attila helyére. A barátságos meccs végeredménye 5–1 lett a magyar válogatottnak.
2003. június 11-én játszotta a negyedik meccsét a válogatottban. Ez volt az első tétmeccs, ahol pályára lépett, mert eddig csak barátságos meccsen szerepelt. Az ellenfél San Marino válogatottja volt, idegenben, az Eb-selejtezőn. A mérkőzés 5–0-s magyar sikerrel zárult, Bódog pedig végig a pályán volt.
Utolsó meccsét a nemzeti tizenegyben 2003. október 11-én játszotta a lengyelek elleni Eb-selejtezőn. A meccsen nyertek a lengyelek, Bódog pedig végig a pályán volt, és egy sárga lapot gyűjtött a hosszabbításban.
A szövetségi kapitányok akiknél pályára lépett:
- Bicskei Bertalan 1/0
- Gellei Imre: 4/0

### Edzőként
Játékos pályafutása befejeztével maradt Mainzban ahol Jürgen Klopp kérésére a második csapat pályaedzőjeként dolgozott. Bódog ezalatt Németországban Sportmenedzseri Diplomát szerzett és elvégezte az UEFA "B", majd később az UEFA "A" tanfolyamokat, majd később már Magyarországon elvégezte az UEFA "PRO" tanfolyamot is.
2009 nyarán felmerültek a hírek miszerint Lothar Matthäus segítője lenne a 2009/10-es szezontól a Videotonnál. Mivel a német edző nem írt alá a Vidihez kérdésessé vált Bódog sorsa is, akit a segítőjeként szántak. Végül maradt a csapatnál, és az új edző Mezey György segítője lett. A Videotonnál 2 évig dolgozott, ahol az első évben 2., míg a következő évben 1., vagyis magyar bajnok lett a Videotonnal.
Bódog visszatért Németországba és Ralf Rangnick invitálására 2012-2015 között az RB Leipzig csapatánál Alexander Zorniger segítőjeként dolgozott. Az RB Leipzig ezalatt az idő alatt került fel a Regionálligából a Bundesliga II-be. Mivel a csapat nem jutott fel a Bundesliga II-bol rögtön az első évben az I. Bundesligába, ezért a vezetőedzővel együtt menesztették.
2016 nyarától Bódog a dán Bröndby IF csapatánál segíti ismét Alexander Zorniger munkáját pályaedzőként. A Bröndby a 2016/17-es Európa Liga utolsó selejtezőjében búcsúzott, így nem kerültek a csoportkörbe. Előtte többek között a német Bundesliga csapatot, a Dárdai Pál által vezetett Hertha Bsc Berlint is búcsúztatták.
2017. március 9-én bejelentették, hogy a távozó Horváth Ferenc után ő veszi át a Diósgyőri VTK irányítását. Sikerült bennmaradáshoz segíteni e a miskolci csapatot, és a következő szezont is vele kezdte el a DVTK. A 2017-18-as szezon tavaszi fele nem sikerült jól, csapata mindössze egy győzelmet aratott és kiesett a Magyar Kupa negyeddöntőjében a Puskás Akadémia ellen. Április 21-én hazai pályán kaptak ki a bajnokságban ugyancsak a Puskás Akadémiától, ezzel pedig a kilencedik helyre esett vissza a Diósgyőr a bajnokságban.
2018. április 23-án a Diósgyőri VTK hivatalosan is bejelentette, hogy menesztették Bódog Tamást a klub vezetőedzői posztjából. Bódognak a diósgyőri volt az első vezetőedzői megbízatása az NB I-ben. A Dániából hazatérő szakember 2017. április 1-én ült először a diósgyőri kispadon, akkor az Újpest ellen győzelemmel debütált a bajnokságban. A 47 éves szakember összesen 46 tétmérkőzésen irányította a DVTK-t, 18 győzelem mellett 11 döntetlen és 17 vereség volt a mérlege, míg csak a bajnokikat nézve 37 meccsen 12–10–15 a győzelem-döntetlen-vereség mutató. Érdekesség, hogy Bódog a Puskás Akadémia elleni vereséget követően nyilatkozott úgy, hogy ő még nem játszott hazai mérkőzést a Diósgyőrrel, hiszen amióta kinevezték vezetőedzőnek, azóta albérletben szerepelt a csapat (hol Mezőkövesden, hol a Nagyerdei stadionban Debrecenben). Most eljöhetett volna az alkalom, számára, mert a következő hazai bajnoki mérkőzését – a Mezőkövesd ellen – már Diósgyőrben játssza a DVTK, vagyis közvetlenül az új stadion első bajnoki meccsét megelőzően menesztették. 2020. február 6-án a Kisvárda FC vezetőedzője lett. Irányításával a klub a nyolcadik helyen végzett. 2020 júniusában távozott Kisvárdáról, majd a Budapest Honvéd élére nevezték ki, ahol Pisont István utódja lett. 2020 december 6-án a gyenge bajnoki szereplés miatt a Honvéd felbontotta a szerződését. 2022. március 1-jétől az 1. FSV Mainz 05 játékosmegfigyelőjeként dolgozott. Június 8-án jelentette be, hogy kettő plusz egy évre szóló szerződést fog aláírni a Hertha BSC csapatával, ahol Sandro Schwarz segítője lesz.

## Statisztika

### Mérkőzései a válogatottban
| Magyarország | Magyarország      | Magyarország                    | Magyarország | Magyarország | Magyarország  | Magyarország | Magyarország | Magyarország |
| #            | Dátum             | Helyszín                        | Hazai        | Eredmény     | Vendég        | Kiírás       | Gólok        | Esemény      |
| ------------ | ----------------- | ------------------------------- | ------------ | ------------ | ------------- | ------------ | ------------ | ------------ |
| 1.           | 2000. február 23. | Budapest, Üllői úti Stadion     | Magyarország | 0 – 3        | Ausztrália    | barátságos   | -            |              |
| 2.           | 2002. május 8.    | Pécs                            | Magyarország | 0 – 2        | Horvátország  | barátságos   | -            | 11'          |
| 3.           | 2003. április 30. | Budapest, Megyeri úti Stadion   | Magyarország | 5 – 1        | Luxemburg     | barátságos   | -            | 49'          |
| 4.           | 2003. június 11.  | Serravalle                      | San Marino   | 0 – 5        | Magyarország  | Eb-selejtező | -            |              |
| 5.           | 2003. október 11. | Budapest, Puskás Ferenc Stadion | Magyarország | 1 – 2        | Lengyelország | Eb-selejtező | -            | 92'          |
|              | Összesen          |                                 |              | 5            | mérkőzés      |              | 0            | gól          |

## Külső hivatkozások
- Adatlapja a vidi.hu-n